# 作風蓋過實質
作風蓋過實質（Style Over Substance）指的是一種論者使用的言語、語氣、修辭、藝術表達等各種和表達相關的做法，而非論證的邏輯推理結構本身，會影響論點有效性的狀況。利用言語、語氣、修辭、藝術表達等各種外在表達方式，而非邏輯推理結構本身以影響論述被接受可能性的作法，被認為是一種不相干的謬誤。
表達論點的方式確實會影響到聽眾接受這些論點的可能性；然而，表達論點所用的方式，包括言語、語氣、修辭、藝術表達等，都不會影響一個論點本身的真實性。要指出這種謬誤，應當要指出說表達方式不影響論點的真實性，或使得一個論點被證偽。

## 例子
例一

甲支持死刑，乙主張廢除死刑。乙闡述自己論點時語氣聽起來很理性、講話很有條理；而甲的語氣充滿情緒、聽起來就像是想跟人吵架，而且甲闡述論點時很沒條理。因此我支持乙的意見，應該要廢除死刑。

說明：甲的語氣不如乙，不代表甲的論述的邏輯結構比乙來得差或有問題。不能因為甲的語氣看起來充滿情緒、乙的語氣看起來理性，就斷定乙的論述也一定比較理性或合乎邏輯。
例二

吃素的人咄咄逼人、自以為站在道德高地、不斷要人改吃素的態度，看了就討厭，因此他們的論述一定有問題，而我會堅決反對吃素到底。

說明：或許一些吃素的人對他人的態度確實不佳，但他們推廣吃素所用的論證是否有問題、人是否該改吃素，還是要看客觀證據而定，不能因為吃素的人的態度而斷定他們的論證有問題。

## 外部連結
- （英文） Style Over Substance - Logically Fallacious
- （英文） Stephen Downes: Style Over Substance